# 卿何薄命
《卿何薄命》（英語：Dark Victory）是一部1939年的美國剧情电影，由艾德蒙·高汀執導，主演是贝蒂·戴维斯，其他演員有乔治·布伦特、堪富利·保加、傑拉丁·菲茨傑拉德、亨利·特拉弗斯、朗奴·列根和科拉·威瑟斯潘。本片讲述了一个年轻女子爱上并嫁给了治疗她脑瘤的医生，然而，当她发现肿瘤再度出现时，非常沮丧，直到另一个爱慕者告诉她要振作起来。凱西·羅賓森負責編劇，改媥自George Brewer和Bertram Bloch的1934年英文同名舞台劇《Dark Victory》，該舞台劇由泰魯拉·班克希德主演。
该片获得了1939年奥斯卡最佳影片奖提名，主演贝蒂·戴维斯也获得了奥斯卡最佳女主角奖提名。
1963年，该片被翻拍成《春残魂断》（Stolen Hours）。

## 演員

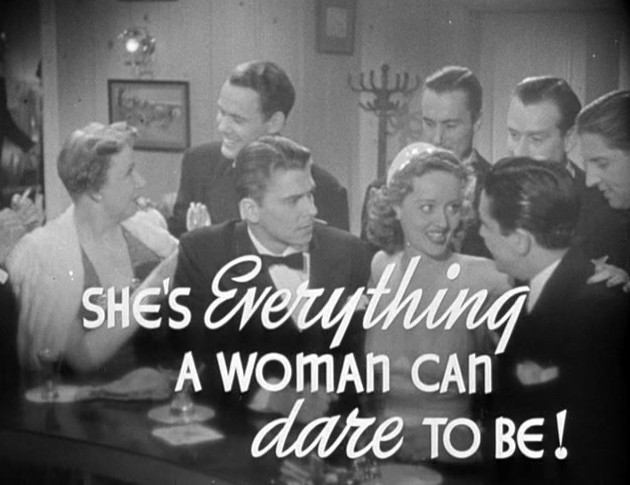
朗奴·列根和贝蒂·戴维斯（中間，左至右）

- 贝蒂·戴维斯 飾 Judith Traherne
- 乔治·布伦特（英语：George Brent） 飾 Dr. Frederick Steele
- 傑拉丁·菲茨傑拉德（英语：Geraldine Fitzgerald） 飾 Ann King
- 堪富利·保加 飾 Michael O'Leary
- 亨利·特拉弗斯（英语：Henry Travers） 飾 Dr. Parsons
- 朗奴·列根 飾 Alec Hamm
- 科拉·威瑟斯潘（英语：Cora Witherspoon） 飾 Carrie
- 朵洛西·皮特森（英语：Dorothy Peterson） 飾 Miss Wainwright
- 維吉尼亞·布里沙奇（英语：Virginia Brissac） 飾 Martha
- 查爾斯·里希曼（英语：Charles Richman (actor)） 飾 Colonel Mantle
- 赫爾伯特·羅林森（英语：Herbert Rawlinson） 飾 Dr. Carter
- 倫納德·穆迪（英语：Leonard Mudie） 飾 Dr. Driscoll
- 費伊·海爾姆（英语：Fay Helm） 飾 Miss Dodd
- 露蒂·威廉斯（英语：Lottie Williams） 飾 Lucy